# Kelurahan Kertosari (administrativ by i Indonesien, Jawa Timur, lat -8,23, long 114,38)
Kelurahan Kertosari är en administrativ by i Indonesien.   Den ligger i provinsen Jawa Timur, i den sydvästra delen av landet, 900 km öster om huvudstaden Jakarta.